# SN 2011fq
SN 2011fq – supernowa typu II-P odkryta 22 sierpnia 2011 roku w galaktyce UGC 442. W momencie odkrycia miała maksymalną jasność 17,90m.